# Totems Flare
Totems Flare – album Chrisa Clarka. Wydany przez wytwórnię Warp Records 13 lipca 2009.

## Lista utworów
1. Outside Plume - 4:21
2. Growls Garden - 4:59
3. Rainbow Voodoo - 4:36
4. Look Into The Heart Now - 4:02
5. Luxman Furs - 4:08
6. Totem Crackerjack - 5:21
7. Future Daniel - 4:09
8. Primary Balloon Landing - 1:17
9. Talis - 3:07
10. Suns Of Temper - 5:40
11. Absence - 3:10